# Wesley Merritt
Wesley Merritt (New York, 16 giugno 1836 – Natural Bridge, 3 dicembre 1910) è stato un generale dello United States Army nel corso della guerra di secessione americana e della guerra ispano-americana. È famoso per il servizio prestato nella cavalleria.

## Gioventù
Merritt nacque a New York. Terminò gli studi presso la United States Military Academy nel 1860 e fu nominato sottotenente del 2° dragoni (cavalleria pesante), assegnato inizialmente nello Utah con John Buford. Divenne aiutante di quell'unità quando fu trasformato nel 2º cavalleria.

## Guerra di secessione

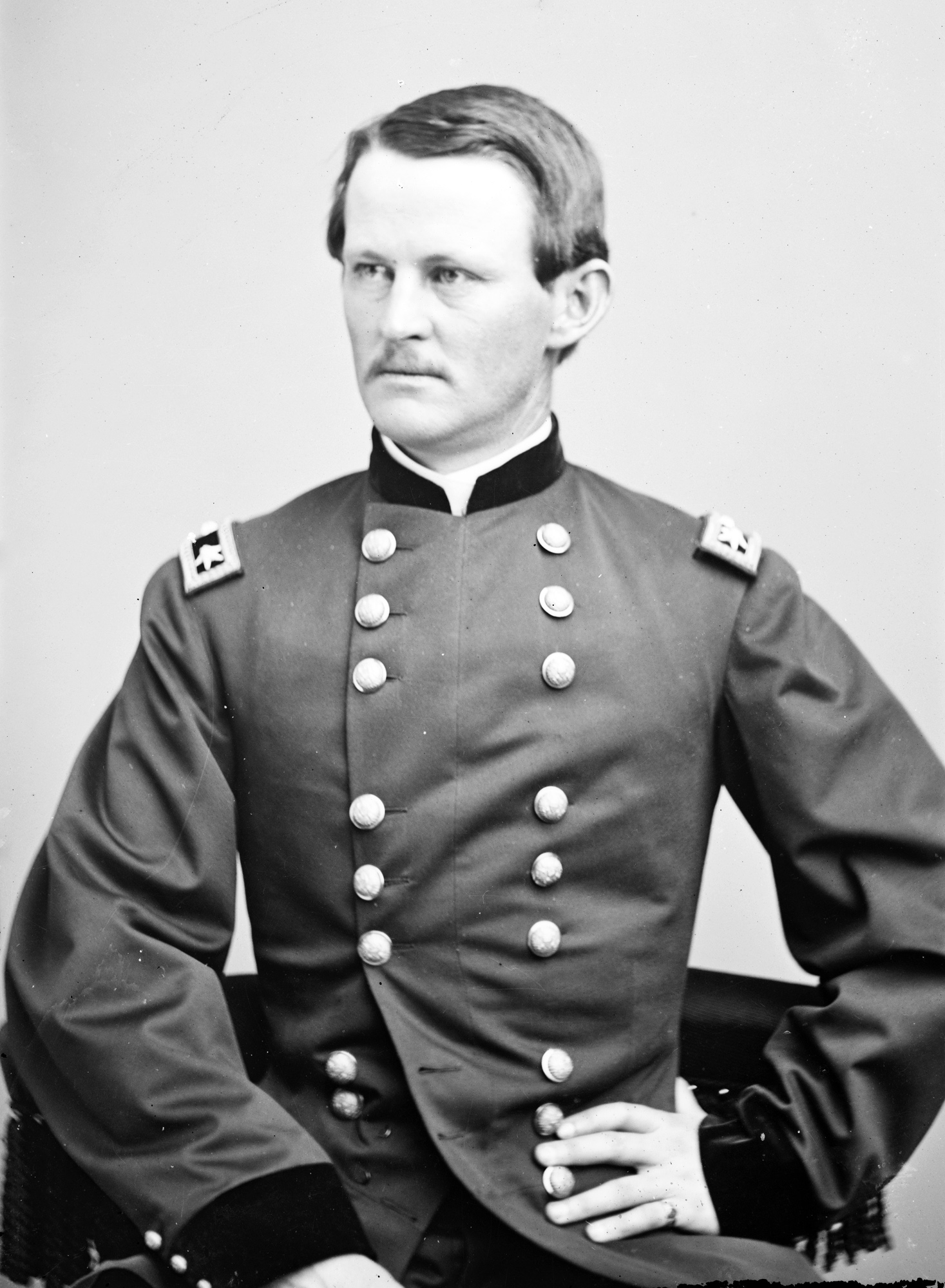
Generale di brigata Wesley Merritt. Fotografia fatta tra il 1860 ed il 1870

Nel 1862 Merritt fu nominato capitano del 2º cavalleria e prestò servizio come aiutante di campo del generale di brigata Philip St. George Cooke che comandava il dipartimento di cavalleria dell'Armata del Potomac. Partecipò alla difesa di Washington per il resto del 1862. Nel 1863 fu nominato aiutante del maggior generale George Stoneman e partecipò alla battaglia di Chancellorsville del 1863.
Nella campagna di Gettysburg Merritt comandò la brigata di riserva, 1ª divisione di cavalleria dell'Armata del Potomac. Fu leggermente ferito nella battaglia di Brandy Station. Poco dopo (29 giugno 1863) fu nominato generale di brigata dei volontari per "il servizio galante e meritorio" a Brandy Station e Upperville. Venire promosso direttamente da capitano a generale di brigata era un passo insolito, anche durante la guerra di secessione, ma Merritt condivise l'onore quel giorno col capitano Elon John Farnsworth e col capitano George Armstrong Custer.
Merritt non partecipò alle prime azioni di cavalleria della battaglia di Gettysburg. La sua riserva difese le linee di comunicazione dell'Armata del Potomac. Il 3 luglio 1863, però, partecipò all'assalto ordinato dal comandante di divisione Judson Kilpatrick al fianco destro Confederato, permettendo così la carica di Pickett. Il suo collega generale Elon J. Farnsworth fu ucciso durante questo futile assalto alle truppe di fanteria. Merritt assunse il comando della 1ª divisione di cavalleria dopo la morte per febbre tifoide del comandante John Buford nel dicembre 1863. Il generale di brigata Alfred Torbert era inizialmente il comandante della 1ª divisione ma fu lontano per buona parte della Campagna Terrestre diretta da Ulysses Simpson Grant nel 1864, per cui Merritt ne ereditò il comando. Ricevette una promozione brevetto a tenente colonnello dell'esercito regolare per quanto fatto nella battaglia di Yellow Tavern, lo scontro in cui fu ucciso il comandante della cavalleria confederata, il maggior generale James Ewell Brown Stuart.
Durante la campagna della Valle dello Shenandoah del maggior generale Philip Henry Sheridan, Merritt comandò la 1ª divisione dell'Armata dello Shenandoah. Giungendo al momento opportuno, la sua divisione mise in fuga i Confederati nella terza battaglia di Winchester, mossa per la quale ricevette la promozione brevetto a maggior generale. Fu secondo in comando di Sheridan durante la campagna di Appomattox e fu uno dei numerosi commissari alla resa di Appomattox Court House. Divenne brevetto maggior generale dell'esercito regolare nell'aprile 1865 per il coraggio mostrato nella battaglia di Five Forks e nella campagna di Appomattox.
Nel giugno 1865 Merritt fu nominato comandante della cavalleria della divisione militare del sudovest, comandata da Sheridan. Guidò la 1ª divisione di cavalleria da Shreveport a San Antonio durante l'occupazione unionista in un'ardua marcia di 33 giorni e 1000 km dal 9 luglio all'11 agosto 1865. Il 28 gennaio 1866 Merritt fu uno dei molti brevetti generali usciti dal servizio volontario e reintegrati nell'esercito regolare col grado che avevano prima della guerra.

## Compiti di frontiera e West Point
Dopo la fine della guerra Merritt continuò a prestare servizio nella cavalleria lungo la frontiera. Fu nominato tenente colonnello del neonato 9º cavalleria il 28 luglio 1866, e nel luglio 1867 fu assegnato al comando di Fort Davis, difeso da sei delle compagnie del reggimento. Divenne colonnello del 5º cavalleria il 1º luglio 1876 e partecipò alla battaglia di Slim Buttes nel corso delle guerre indiane. Prestò servizio lungo la frontiera finché non fu nominato sovrintendente di West Point, incarico che ricoprì dal 1882 al 1887. Nel 1887 fu nominato generale di brigata dell'esercito regolare. Nel 1895 fu promosso maggior generale. Quando era colonnello del 5º cavalleria Merritt fu membro della corte inquisitoria che si incontrò la prima volta il 13 gennaio 1879, presieduta dal colonnello John H King del 9º fanteria, per valutare il comportamento del maggiore Marcus Reno del 7º cavalleria nella battaglia del Little Bighorn che portò alla morte del generale George Armstrong Custer e di oltre 200 uomini del 7º cavalleria.

## Guerra ispano-americana
Dopo che George Dewey ebbe sconfitto la marina spagnola nella battaglia della baia di Manila del 1898, gli Stati Uniti d'America iniziarono ad organizzare forze per la conquista della città di Manila. 
Merritt fu messo al comando dell'VIII Corps reclutato in California. Nel giugno 1898 Merritt e gli ultimi componenti dell'VIII Corps partirono da San Francisco diretti verso le Filippine.
Una volta arrivato a Manila sull'isola di Luzon, Merritt e Dewey si prepararono all'attacco della città. I due tennero intenzionalmente Emilio Aguinaldo all'oscuro dei piani dato che non volevano che gli insorti di Aguinaldo finissero col controllare la città. Merritt e Dewey si accordarono col governatore generale Fermin Jaudenes, comandante della guarnigione spagnola, per la resa della città solo dopo una flebile resistenza di quest'ultimo. La città cadde in mano agli americani il 13 agosto durante la battaglia di Manila e Merritt divenne il governatore militare delle Filippine. In seguito fece da consigliere per gli Stati Uniti nei negoziati di pace del trattato di Parigi.

## Famiglia e morte
Il generale Merritt si sposò due volte. La prima moglie fu Caroline Warren Merritt, morta il 12 giugno 1893 all'età di 44 anni. Caroline Warren Merritt fu sepolta nel cimitero della United States Military Academy a West Point. La seconda moglie del generale Merritt fu Laura Williams Merritt, incontrata alla fine degli anni 1890 quando aveva circa 25 anni. Il generale Merritt e Laura Williams si sposarono il 24 ottobre 1898.
Il generale Merrit si congedò nel 1900 e morì di arteriosclerosi a Natural Bridge (Virginia) all'età di 74 anni, il 3 dicembre 1910. Fu sepolto nel cimitero di West Point, nella United States Military Academy.